# Vänern
Vänern je najveće jezero u Švedskoj i treće jezero po veličini u Europi. 
Glavna pritoka jezera je rijeka Klarälven, koja se deltom ulijeva u jezero na mjestu gdje je smješten grad Karlstad. Iz jezera istječe rijeka Göta älv koja se ulijeva u Atlantski ocean i zajedno s rijekom Klarälven čini najduži vodotok u Skandinaviji.
Na jezeru se nalazi otoci: Brommö, Djurö, Fågelö, Hammarö, Kållandsö, Lurö.
Jezero Vänern je povezano kanalom prema sjeveroistoku s drugim po veličini jezerom u Švedskoj, jezerom Vättern, a oba jezera zajedno su dio sustava kanal koji povezuje Göteborg na Atlantiku sa Söderköpingom, lukom na Baltičkom moru.